# The Theft of the Crown Jewels
The Theft of the Crown Jewels è un cortometraggio del 1914 diretto da Kenean Buel e interpretato da Alice Joyce e Tom Moore.

## Trama
Trama, critica e foto su Stanford University

## Produzione
Il film, prodotto dalla Kalem Company

## Distribuzione
Il film venne distribuito nelle sale il 23 novembre 1914 dalla General Film Company.